# Justyn Romuald Pol
Justyn Romuald Pol (ur. 1802, zm. 1831) – filareta, student prawa, jeden z organizatorów powstania na Litwie; zginął w czasie tego powstania.

## Życiorys
Studiował na Wydziale Prawa Cesarskiego Uniwersytetu Wileńskiego. W czasie studiów udzielał się też w tajnej działalności politycznej, przyjęty do filaretów. Jeden z bohaterów dramatu Dziady Adama Mickiewicza. Był jednym z inicjatorów i uczestników powstańczego wystąpienia w Oszmianie. Razem z Józefem Zienkowiczem, Józefem Szczepińskim, Ignacym Jankowskim oraz Ignacym Klukowskim był członkiem Komitetu Wileńskiego, którzy zostali skierowani tereny Oszmiańszczyźny. Podczas powstania poruczono Justynowi Polowi ogólny dozór nad oddziałami partyzanckimi, składających się z okolicznej szlachty i wszelkiego stanu ochotników. Zginął w czasie powstania. Z paszportem zmarłego Justyna Pola po powstaniu brat Adama Mickiewicza Franciszek Bronisław Mickiewicz przekroczył granicę, został internowany w Prusach, pod Malborkiem.